# 尤里 (馬里)
尤里（法語：Youri），是馬里的城鎮，位於該國西部，由卡伊區的尼奧羅省負責管轄，面積600平方公里，海拔高度297米，2009年人口6,721，人口密度每平方公里11.20人。